# Organische planning
Met organische planning wordt een manier van plannen bedoeld waarbij de planning wordt aangepast op basis van metingen van de realisatie van de vorige planning. 
Zo worden bij de dienstregeling van tram- en busbedrijven de rijtijden in de dienstregeling bepaald aan de hand van gemeten waarden. Als de omgeving verandert of als nieuwe eisen aan de planning gesteld worden dan kan de planning als het ware organisch meegroeien.